# Trotosema sordidum
Trotosema sordidum är en fjärilsart som beskrevs av Butler 1879. Trotosema sordidum ingår i släktet Trotosema och familjen nattflyn. Inga underarter finns listade i Catalogue of Life.